# Sito tipo

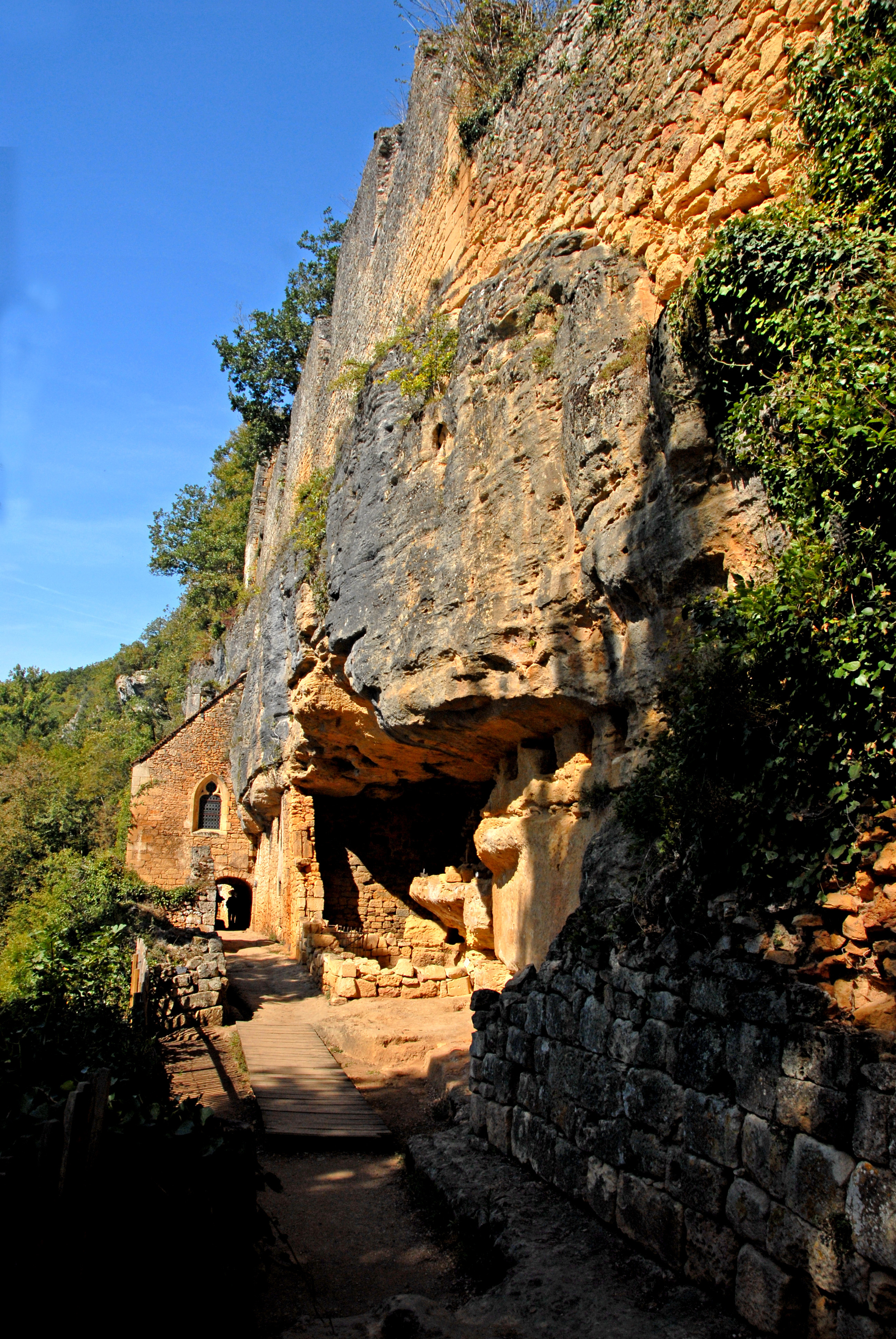
Grotta della La Madeleine in Francia: il sito tipo del magdaleniano, l'ultima cultura del Paleolitico superiore europeo.

In archeologia, un sito tipo (o sito guida) è il sito utilizzato per definire una particolare cultura archeologica o un'altra unità tipologica, che spesso prende il nome da essa. Ad esempio, le scoperte a La Tène e a Hallstatt hanno portato gli studiosi a suddividere l'età del ferro europea nelle culture di La Tène di Hallstatt, dal nome dei rispettivi siti tipo.
Questo concetto è simile alla località tipo in geologia e al tipo nomenclaturale in biologia.

## Siti tipo notevoli

### Europa
- un terrazzo fluviale sulla Somme, Abbeville, Francia (cultura abbevilliana, Paleolitico inferiore)
- Aurignac, Alta Garonna, Francia (cultura aurignaciana, Paleolitico)
- Hallstatt, Austria (cultura di Hallstatt, età del ferro)
- La Tène, Neuchâtel, Svizzera (cultura di La Tène, età del ferro)[2]
- Vinča, Belgrado, Serbia (cultura Vinča)
- Abri de la Madeleine, Dordogna, Francia (cultura magdaleniana)
- Le Moustier, Dordogna, Francia (cultura musteriana)[4]
- Saint Acheul, vicino ad Amiens, Francia (cultura acheuleana)[5]
- Butmir, vicino a Sarajevo, Bosnia-Erzegovina (cultura Butmir)

### Vicino Oriente
- Tell Halaf, Siria (cultura Halaf)
- Tell Hassuna, Iraq (cultura Hassuna)
- Jemdet Nasr, Iraq (periodo Jemdet Nasr)
- Tell al-'Ubaid, Iraq (periodo Ubaid)
- Uruk, Iraq (periodo Uruk)
- Tell es-Sawwan, Iraq (cultura di Samarra)[6]

### Asia meridionale
- Kot Diji, Pakistan (civiltà pre-Harappa)
- Harappa, Punjab, nord-est del Pakistan (civiltà dell'Indo)

### Asia orientale
- Banpo, Cina (cultura di Yangshao, Neolitico)[7]
- Liangzhu, nei pressi di Hangzhou, Cina (cultura di Liangzhu, Neolitico)[8]
- Songguk-ri, Corea del Sud (cultura Mumun media)
- Forni Suemura - Fornaci di ceramica Sue, Osaka, Giappone (periodo medio e tardo Kofun)
- Kasori, Chiba, Giappone (tipologia fittile Kasori del Honshu orientale, periodo medio e tardo Jōmon)[3]

### Oceania
- Nuova Caledonia (cultura Lapita)

### Nord America
- Folsom, Nuovo Messico, Stati Uniti (Cultura Folsom)
- Clovis, New Mexico, Stati Uniti (cultura Clovis; generalmente accettato come sito tipo per una delle prime culture umane del Nord America)
- Contea di La Plata, Colorado, Stati Uniti (periodo Basketmaker II della cultura Anasazi)
- Adena Mound, Stati Uniti (cultura Adena)
- Borax Lake, per due delle più antiche tradizioni culturali della California: il Post Pattern e il Borax Lake Pattern.

### Mesoamerica
- Uaxactun, Guatemala (civiltà Maya)
- Dzibilchaltun, Yucatan settentrionale, Messico (civiltà Maya)
- Monte Albán, Oaxaca, Messico (civiltà zapoteca)